# فرودگاه صحرایی گراهام
فرودگاه صحرایی گراهام (به انگلیسی: Graham Field (airport)) یک فرودگاه همگانی بهره‌برداری هوایی است که یک باند فرود بتن و چمن دارد و طول باند آن ۱۶۱۵ متر است. این فرودگاه در کشور ایالات متحده آمریکا قرار دارد و در ارتفاع ۳۳۷ متری از سطح دریا واقع شده‌است.